# Citrato de cobre
El citrato de cobre es una sal formada por la reacción de óxido de cobre o sulfato de cobre en ácido cítrico; es soluble en agua, y disuelta reacciona con el plomo, la plata y otros metáles bañándolos de una capa externa de cobre y citrato, y a su vez, formando una solución de citrato de plomo o plata según el metal en el que se haga reaccionar intercambiando posiciones

## Aplicaciones
El uso más común es para artículos de cosmética.

## Ejemplos
- Reacción del citrato de cobre disuelto en agua o ácido cítrico con plomo puro:

CuC6H5O7 + Pb → PbC6H5O7 + Cu
- Reacción del citrato de cobre disuelto en agua o ácido cítrico con plata pura:

CuC6H5O7 + Ag → AgC6H5O7 + Cu